# アラスカ湾

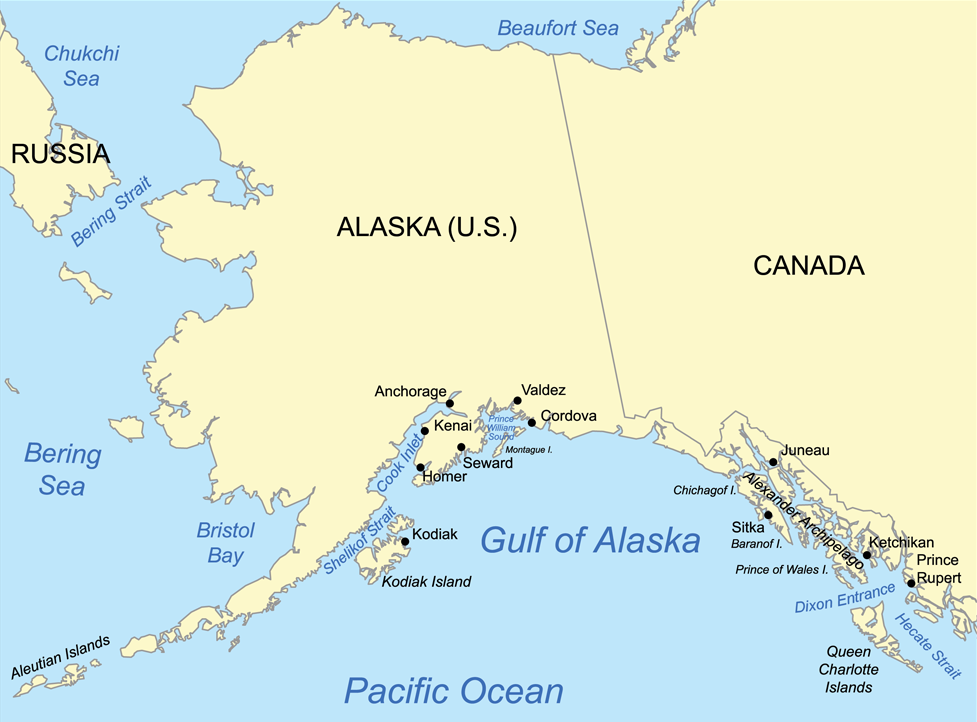
アラスカ湾の地図

アラスカ湾（アラスカわん、Gulf of Alaska）は、アラスカの南岸に広がる太平洋の湾である。西にはアラスカ半島やコディアック島があり、東にはグレイシャー湾やインサイド・パッセージのあるアレキサンダー諸島がある。
湾岸には、森林や山地や潮間氷河のある険しい海岸が続く。アラスカ最大の氷河であるマラスピーナ氷河やベーリング氷河は、アラスカ湾の海岸にそそいでいる。海岸は入り組んでおり、湾の一部であるクック湾やプリンス・ウィリアム湾、その他にはヤクタット湾やクロス海峡などもある。リツヤ湾は史上最大の津波を記録した場所で、漁船の停泊地がある。
気象学的に見ると、非常に多くの嵐が発生する場所である。アラスカ南部に大量の降雪をもたらすとともに、ブリティッシュコロンビア州からワシントン州やオレゴン州の沿岸を低気圧が南下する。太平洋岸北西部の季節的降雨は、多くがアラスカ湾から供給されている。

## 漁業
アラスカ湾はタラ、サケ等の好漁場として世界的に広く知られており、日本のスーパーマーケットにてアラスカ産の魚を目にする機会も多い。
座標: 北緯57度 西経144度 / 北緯57度 西経144度